# Rave de Favela
"Rave de Favela" é uma canção do cantor brasileiro MC Lan, do grupo musical Major Lazer e Anitta com participação de Beam. A canção atingiu a 2° posição no  Spotify Brasil Foi lançada em 15 de fevereiro de 2020, através da Warner Music Brasil.

## Videoclipe
O videoclipe de "Rave de Favela" foi dirigido por George Nienhuis, e foi lançado em 15 de fevereiro de 2020.

## Prêmios e indicações
| Ano  | Prêmio        | Categoria            | Resultado |
| ---- | ------------- | -------------------- | --------- |
| 2020 | Grammy Latino | Melhor Canção Urbana | Indicado  |

## Desempenho nas paradas musicais

### Paradas semanais
| Parada musical (2020) | Posição de pico |
| --------------------- | --------------- |
| Brasil (UBC)          | 1               |
| Portugal (AFP)        | 3               |

### Paradas mensais
| Parada musical (2020)     | Posição de pico |
| ------------------------- | --------------- |
| Brasil (Top 50 Streaming) | 1               |

## Históricos de lançamentos
| Região | Data                    | Formato(s)                 | Gravadora    | Ref.   |
| ------ | ----------------------- | -------------------------- | ------------ | ------ |
| Mundo  | 15 de fevereiro de 2020 | Download digital streaming | Warner Music | [ 14 ] |
| Itália | 21 de fevereiro de 2020 | Contemporary hit radio     | Warner Music | [ 15 ] |